# GP Industria & Artigianato di Larciano 2018
GP Industria & Artigianato di Larciano 2018 var den 41. udgave af cykelløbet GP Industria & Artigianato di Larciano. Løbet var en del af UCI Europe Tour-kalenderen og blev arrangeret 4. marts 2018. Løbet blev vundet af slovenske Matej Mohorič fra Bahrain-Merida.

## Hold
| UCI WorldTeams (7)- Bora-Hansgrohe - Mitchelton-Scott - Bahrain-Merida - Groupama-FDJ - Movistar Team - Katusha-Alpecin - EF Education First-Drapac p/b Cannondale UCI Professionelle kontinentalthold (11)- Androni Giocattoli-Sidermec - Delko-Marseille Provence-KTM - Gazprom-RusVelo - Israel Cycling Academy - Bardiani CSF - CCC Sprandi Polkowice - Nippo-Vini Fantini-Europa Ovini - Team Novo Nordisk - WB-Aqua Protect-Veranclassic - Wilier Triestina-Selle Italia - Vérandas Willems-Crelan UCI Kontinentalhold (5)- Biesse Carrera Gavardo - MsTina-Focus - Sangemini-MG.Kvis - Trevigiani Phonix-Hemus 1896 - D'Amico-Utensilnord Landshold- Italien |
| |

## Resultater
| \| Samlede stilling \| Samlede stilling \| Samlede stilling \| Samlede stilling \| Samlede stilling \| \| Rytter \| Rytter \| Hold \| Tid \| \| \| ---------------- \| ----------------- \| ------------------------------- \| ---------------- \| ---------------- \| \| 1. \| Matej Mohorič \| Bahrain-Merida \| 4t 39' 23" \| \| \| 2. \| Marco Canola \| Nippo-Vini Fantini-Europa Ovini \| + 3" \| \| \| 3. \| Davide Ballerini \| Androni Giocattoli-Sidermec \| + 11" \| \| \| 4. \| Sean De Bie \| Verandas Willems-Crelan \| + 11" \| \| \| 5. \| Mauro Finetto \| Delko-Marseille Provence-KTM \| + 11" \| \| \| 6. \| Giovanni Visconti \| Bahrain-Merida \| + 11" \| \| \| 7. \| Krists Neilands \| Israel Cycling Academy \| + 11" \| \| \| 8. \| Daryl Impey \| Mitchelton-Scott \| + 11" \| \| \| 9. \| Francesco Gavazzi \| Androni Giocattoli-Sidermec \| + 11" \| \| \| 10. \| Germán Tivani \| Trevigiani-Phonix-Hemus 1896 \| + 11" \| \| |                   |                                 |            |
| |                   |                                 |            |
| Kilde: ProCyclingStats |                   |                                 |            |
| Samlede stilling |                   |                                 |            |
| Rytter | Rytter            | Hold                            | Tid        |
| 1. | Matej Mohorič     | Bahrain-Merida                  | 4t 39' 23" |
| 2. | Marco Canola      | Nippo-Vini Fantini-Europa Ovini | + 3"       |
| 3. | Davide Ballerini  | Androni Giocattoli-Sidermec     | + 11"      |
| 4. | Sean De Bie       | Verandas Willems-Crelan         | + 11"      |
| 5. | Mauro Finetto     | Delko-Marseille Provence-KTM    | + 11"      |
| 6. | Giovanni Visconti | Bahrain-Merida                  | + 11"      |
| 7. | Krists Neilands   | Israel Cycling Academy          | + 11"      |
| 8. | Daryl Impey       | Mitchelton-Scott                | + 11"      |
| 9. | Francesco Gavazzi | Androni Giocattoli-Sidermec     | + 11"      |
| 10. | Germán Tivani     | Trevigiani-Phonix-Hemus 1896    | + 11"      |